# Wrestling

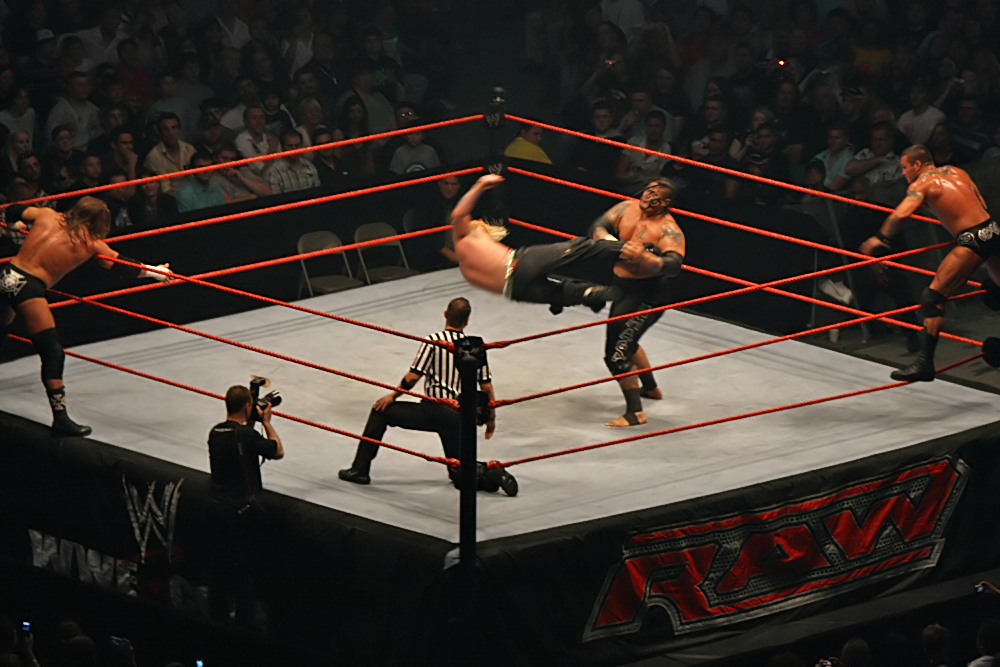
Walka drużynowa w standardowym ringu – na zdjęciu Jeff Hardy kopie Umagę, a Triple H (z lewej) i Randy Orton (z prawej) dają swoim partnerom sygnał, że są gotowi do zamiany miejscami

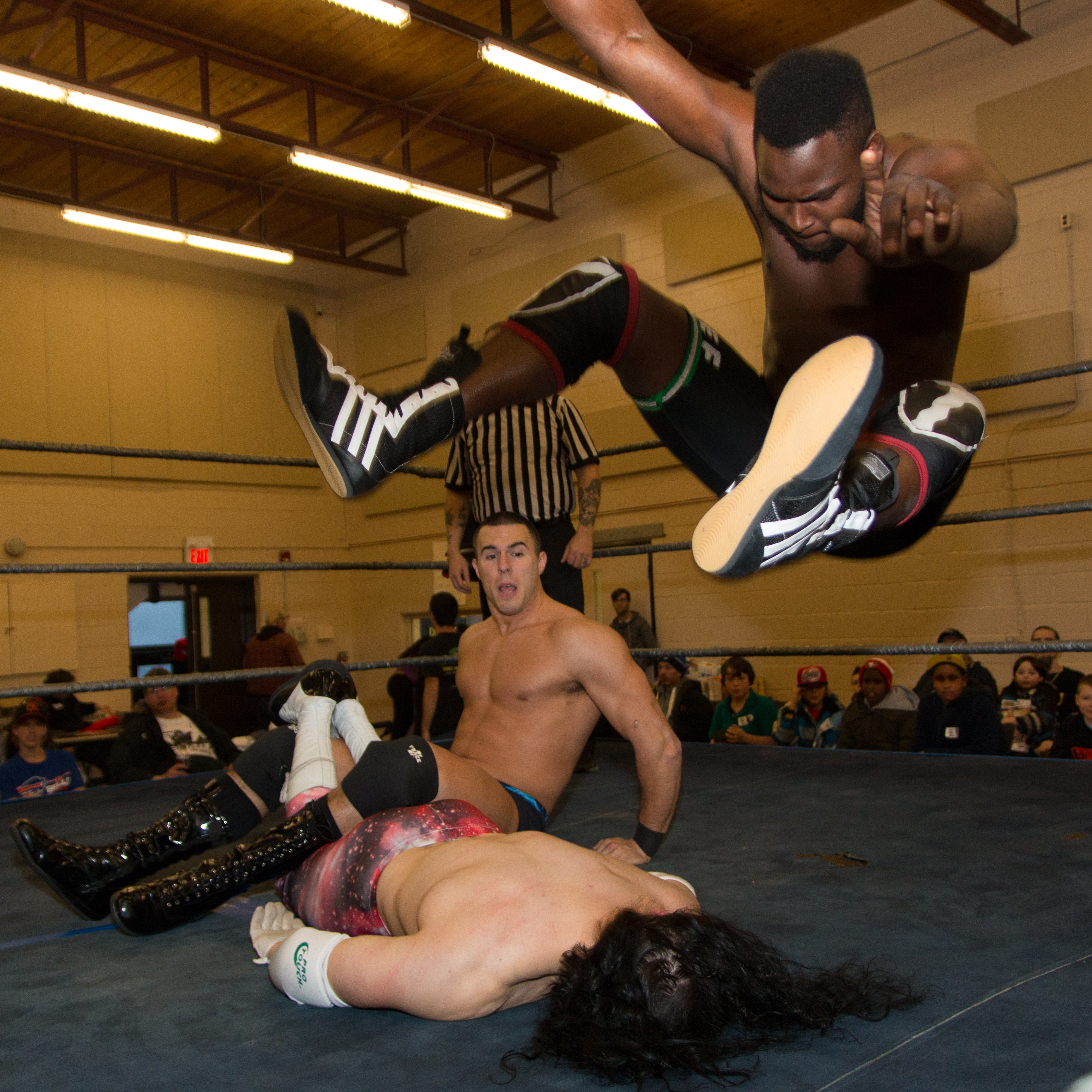
Atak diving leg drop w wykonaniu Chiefa Ade’a

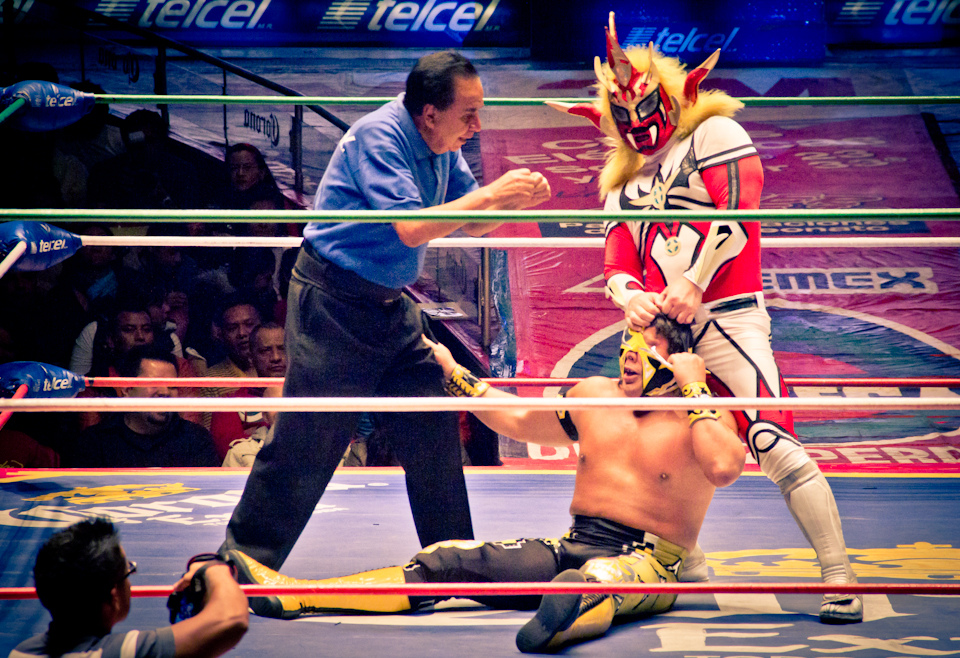
Japoński wrestler Jushin Thunder Liger zakładający chwyt meksykańskiemu wrestlerowi Último Guerrero, który chwyta się nogi sędziego

Wrestling (ang. professional wrestling, pro wrestling; pol. zapasy zawodowe, zapasy profesjonalne) – rodzaj rozrywki sportowej, posiadającej elementy sportu walki i spektaklu. Wywodzi się z brytyjskiego rodzaju walk zwanego wolnoamerykanką. Największy wpływ na ukształtowanie się wrestlingu miały Stany Zjednoczone. Jest również popularny w Meksyku, gdzie powstał styl lucha libre, i w Japonii, w której powstał styl puroresu.
Styl walki prezentowany przez zawodników bazuje na klasycznych zapasach i wolnoamerykance. Jest też wzbogacony o widowiskowe ruchy unikatowe dla wrestlingu, takie jak dźwignie, rzuty i akcje powietrzne. Niektóre manewry w rzeczywistości wymagają współpracy obu wrestlerów. Czasem w walkach wykorzystywane są różnego rodzaju przedmioty, takie jak krzesła, stoły i drabiny – szczególnie w krwawej odmianie wrestlingu zwanej hardcore wrestling.
Wrestling jest reżyserowanym widowiskiem. Zwykle towarzyszy mu fabuła, a zawodnicy i inne osoby występujące w czasie gal, na przykład menedżerowie, odgrywają postacie zwane gimmickami. W przypadku programu regularnych gal fabuła może być rozciągnięta na więcej niż jeden odcinek. Zawodnicy często improwizują w ringu, ale wyniki walk i niektóre istotne momenty są z góry zaplanowane. Istotną częścią wrestlingu jest kayfabe, czyli zasada prezentowania wydarzeń mających miejsce w czasie gal jako autentycznych. W przeszłości kulisy wrestlingu były chronioną tajemnicą, a wrestlerzy odgrywali postacie nawet w miejscach publicznych poza galami. Obecnie kayfabe jest luźno przestrzegany. Vince McMahon, prezes WWE, największej federacji wrestlingu w Stanach Zjednoczonych, oświadczył w 1989 przed stanowym senatem w New Jersey, że wrestling należy definiować jako działalność, w której uczestnicy zmagają się współpracując ze sobą, przede wszystkim w celu zapewnienia rozrywki widzom, a nie zmierzenia się w uczciwych zawodach atletycznych. Opowiedział się przy tym za nieuznawaniem wrestlingu za sport.
Mimo reżyserowanego charakteru spektaklu, jest on niebezpieczny. W przeszłości wielokrotnie dochodziło do poważnych kontuzji, utraty życia oraz narastających problemów ze zdrowiem spowodowanych urazami doznanymi w czasie pojedynków.
Choć w języku angielskim wrestling oznacza zapasy w sensie ogólnym, w języku polskim przyjęło się nazywać w ten sposób wyłącznie widowiska, w których elementy wyreżyserowane przeważają nad autentycznością.

## Historia

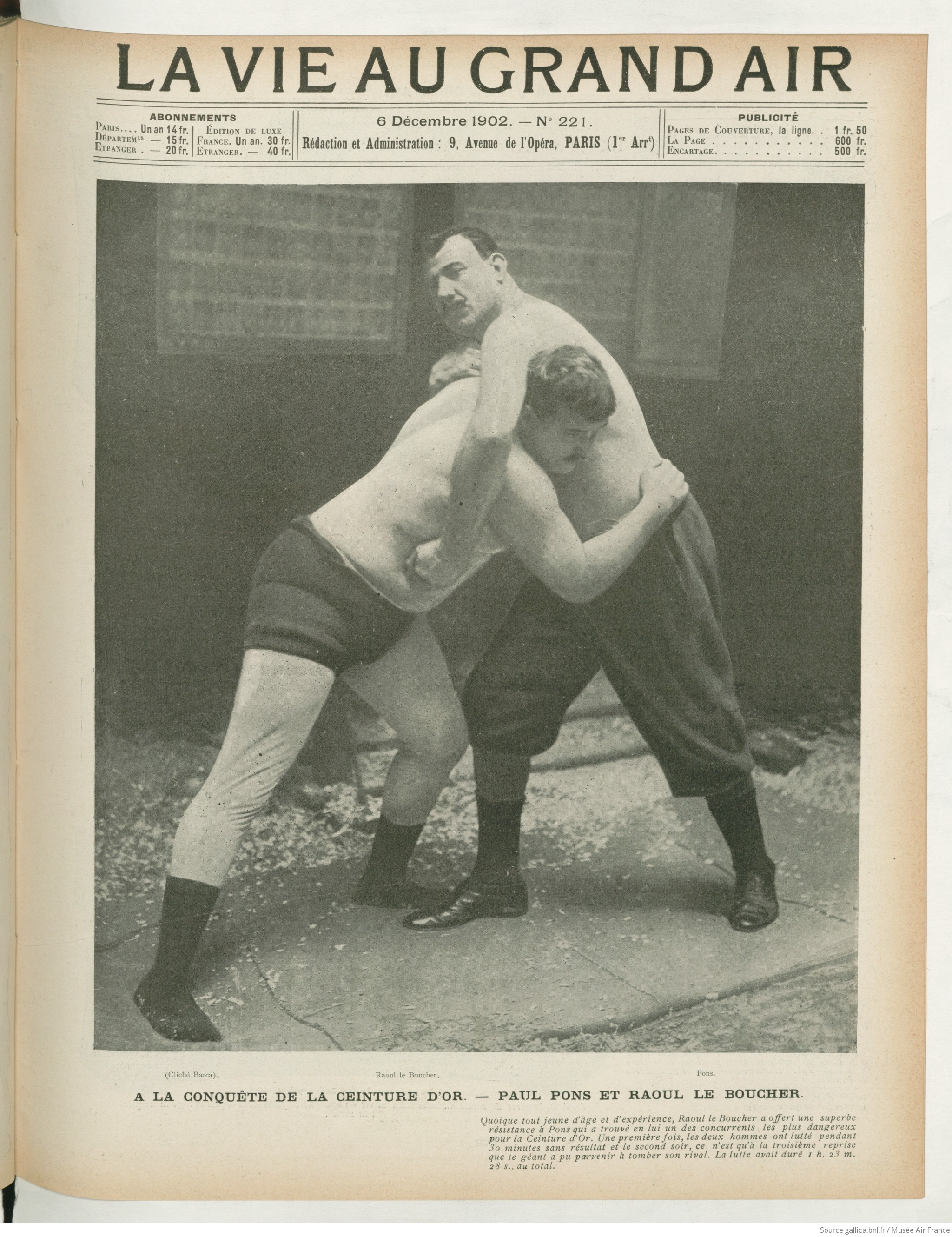
Walka o mistrzostwo między Paulem Ponsem a Raoulem le Boucherem w 1902, zdjęcie opublikowane w magazynie La Vie

Wrestling ma swoje korzenie w zapasach będących autentyczną dyscypliną sportu. Jedne z pierwszych udokumentowanych prób połączenia zapasów i spektaklu miały miejsce we Francji około 1830. Zapaśnicy posługujący się pseudonimami ringowymi podróżowali z trupami cyrkowymi i rzucali wyzwania publiczności. Tym, którzy dadzą radę pokonać cyrkowego zawodnika oferowano nagrody pieniężne. Czasem osoba wyłoniona z publiczności była podstawiona. W latach 30. XIX wieku irlandzcy imigranci spopularyzowali wolnoamerykankę w Stanach Zjednoczonych. W Ameryce zapaśnicy rzucali publiczności wyzwania w czasie festynów, w formie podobnej, co cyrkowe zapasy w Europie.
Wraz z rosnącą popularnością cyrkowych zawodników, zaczęto organizować walki między zapaśnikami. Najczęściej były oparte na klasycznym stylu grecko-rzymskim, ale z elementami stylu wolnego. Kończyły się powaleniem przeciwnika na łopatki lub osiągnięciem wyraźnej przewagi technicznej przez jednego z zawodników. Zdarzały się dyskwalifikacje za brutalność i niedozwolone chwyty. Niekiedy sędziowie orzekali remis, co było sposobem na pobudzenie emocji publiczności i zachęcenie jej do powrotu na walkę rewanżową. Na przestrzeni lat, aby uatrakcyjnić widowisko dla widzów, promotorzy zaczęli dodawać do niego coraz więcej elementów teatru. Główną inspirację stanowiły wodewile.
W pierwszej dekadzie XX wieku popularność zapasów w Europie zaczęła maleć, ponieważ publika była coraz bardziej świadoma elementów fikcji w widowisku. Tymczasem w Stanach Zjednoczonych rozrywka rozwijała się, a 3 kwietnia 1908 miała miejsce walka o pas mistrzowski pomiędzy Frankiem Gotchem a George’em Hackenschmidtem, która została okrzyknięta walką stulecia. W latach 20. Toot Mondt zrewolucjonizował wrestling. Wprowadził on limity czasowe (wcześniej walki trwały kilka godzin). Zachęcał do stosowania bardziej widowiskowych chwytów i ciosów, czasem wymagających współpracy obu zawodników. Gdy wrestlerzy byli atakowani, udawali ból krzycząc lub trzęsąc się. Innym nowatorskim rozwiązaniem wprowadzonym przez Mondta było wystawianie tego samego programu walk w różnych miastach.
W latach 40. XX wieku amerykański wrestling zaczął być emitowany w telewizji. Wtedy też Gorgeous George spopularyzował w wrestlingu takie elementy jak wyraziste gimmicki, menedżerowie i ceremonialne wejścia na ring z muzyką w tle. Wrestlerzy często występowali w materiałach promocyjnych i odgrywali swoją postać w czasie wywiadów. Powstały też liczne organizacje wrestlingowe. W 1948 powstała liga National Wrestling Alliance (NWA), zrzeszająca największe organizacje wrestlingu w Stanach Zjednoczonych. W latach 40. wrestling zyskał ogólnokrajową popularność w Meksyku za sprawą promotora Salvadora Lutterotha Gonzáleza, jego organizacji Empresa Mexicana de Lucha Libre (EMLL), a także popularnego wrestlera El Santo. W latach 50. Rikidōzan spopularyzował wrestling w Japonii. W latach 80. NWA musiało ustąpić postępującej ekspansji organizacji World Wrestling Federation (WWF) i World Championship Wrestling (WCW). W latach 90. obie organizacje rywalizowały ze sobą, nadając swoje programy telewizyjne w te same dni i o tych samych godzinach. Ostatecznie WCW upadło w 2001 roku. Od tej pory WWF, przemianowane w 2002 na World Wrestling Entertainment (WWE), jest monopolistą w Stanach Zjednoczonych.

## Zasady

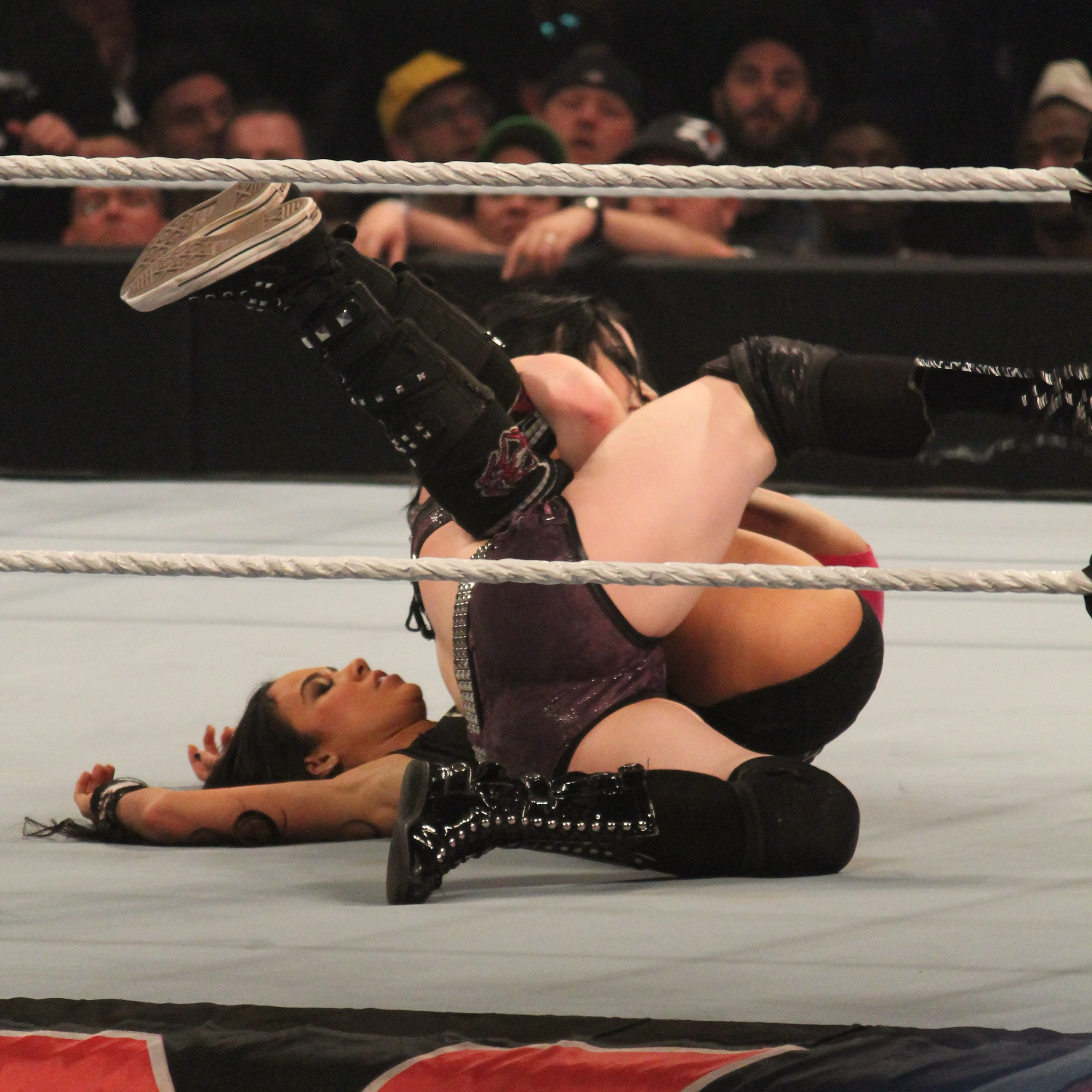
Paige przypinająca AJ Lee na gali Raw

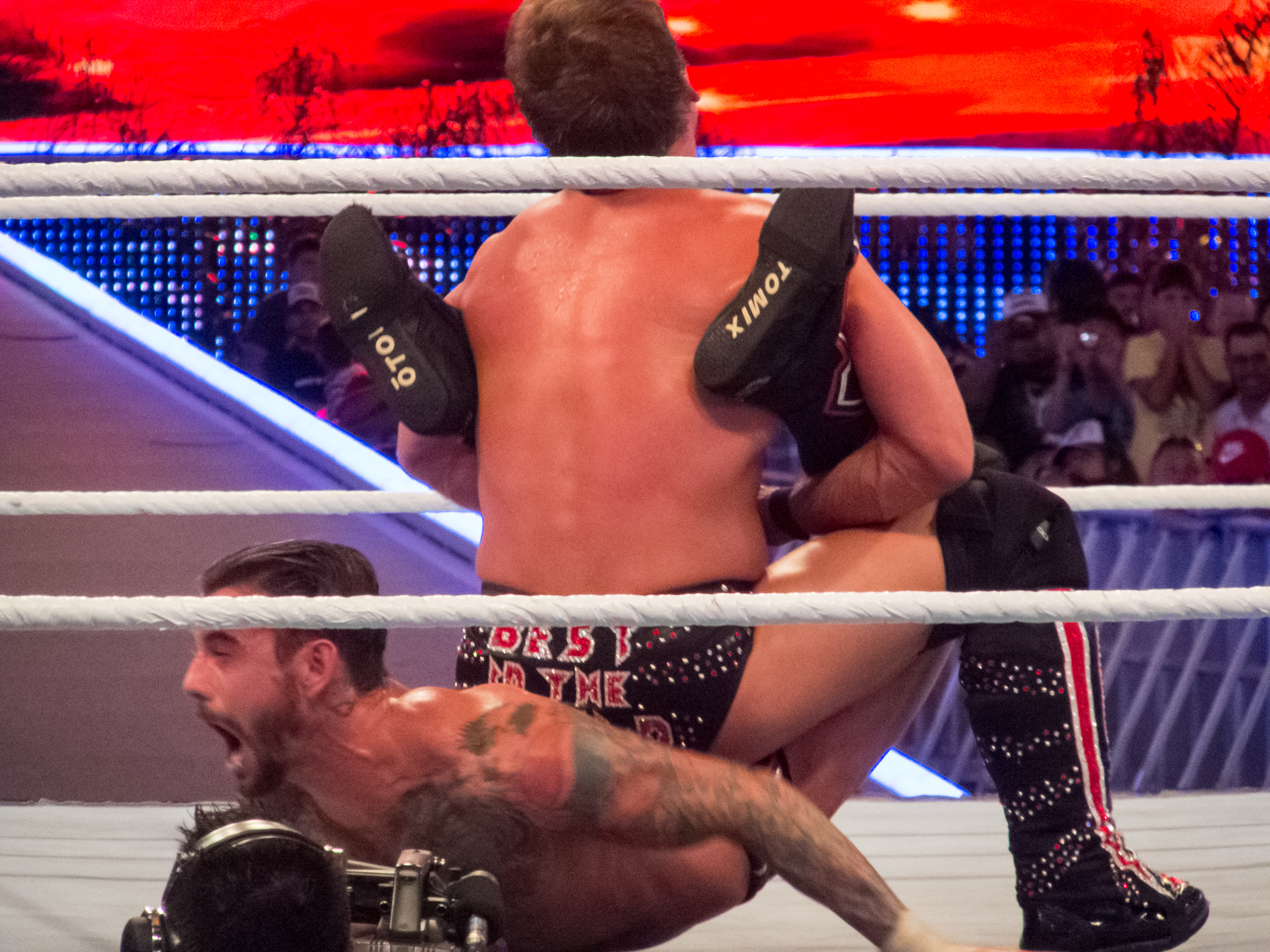
Chris Jericho wykonujący swój charakterystyczny chwyt Walls of Jericho na CM Punku w celu zmuszenia go do poddania się

Choć wrestling ma określone zasady, są one luźno przestrzegane i egzekwowane. Umiejętności zawodnika nie determinują wyniku walk. Wyniki, a często także ruchy i zachowanie wrestlerów w ringu są z góry ustalone. Zasady i warunki zwycięstwa mogą być różne w zależności od rodzaju walki i decyzji promotora.
Standardowa walka odbywa się w ringu i nie trwa dłużej niż 20 minut, a udział w niej bierze dwóch przeciwników. Są jednak także rodzaje walk, w których uczestniczy więcej wrestlerów lub drużyny zwane tag teamami. W walkach typu one-fall wygrywa ten, kto zdobędzie 1 punkt, a w przypadku three-fall wymagane są 2 punkty. Kiedy w pojedynku bierze udział więcej niż dwóch zawodników, to w zależności od wcześniej ustalonych reguł zdobycie punktu może wiązać się z wygraną albo eliminacją przeciwnika. Wówczas zawodnik wygrywa jeśli wszyscy pozostali uczestnicy walki zostaną wyeliminowani. W walce odbywającej się na standardowych zasadach fall można zdobyć tylko w ringu.
Metody zdobycia punktu to:
- Przypięcie (Pinfall, pin) – przytrzymanie przeciwnika tak aby obie jego łopatki stykały się z podłogą dopóki sędzia nie policzy do trzech. Dotknięcie liny ringu przez przypinającego lub przypinanego przerywa liczenie. Przypięcie jest najczęstszym sposobem kończenia pojedynków[15].
- Zmuszenie do poddania się (Submission) – doprowadzenie przeciwnika do poddania się poprzez założenie mu bolesnego chwytu[15] (takiego jak wykręcanie kończyn, wbijanie paznokci w skórę i tym podobne[16]). Wrestler może się poddać dając sygnał sędziemu. Za poddanie się uznawana jest też utrata przytomności. Jeśli wrestler, któremu zakładany jest chwyt, lub ten, który zakłada chwyt, dotknie liny ringu, to atakujący musi puścić przeciwnika[15].

Dyskwalifikacja (DQ) ma miejsce kiedy jeden z zawodnik złamie ustalone zasady. Może być to użycie niedozwolonego przedmiotu, korzystanie z pomocy osób niebiorących udziału w walce lub przebywanie poza ringiem zbyt długo (Count-out). Dyskwalifikacja, w zależności od zasad gali, może oznaczać eliminację zdyskwalifikowanego, jego przegraną lub uznanie walki za nierozstrzygniętą.
W odmianie wrestlingu zwanej lucha libre obowiązuje też zasada exceso de rudezas, zgodnie z którą sędzia może przerwać walkę i przyznać zwycięstwo zawodnikowi, który osiągnął wyraźną przewagę nad przeciwnikiem.
W standardowym tag team matchu biorą udział co najmniej dwuosobowe drużyny (tag teamy). Jednocześnie w ringu walczy po jednym przedstawicielu każdej z drużyn, pozostali muszą stać po zewnętrznej stronie ringu. Kiedy członkowie drużyn chcą się zamienić miejscami, muszą się dotknąć gdy jeden z nich znajduje się w ringu, a drugi w narożniku poza ringiem. W lucha libre luchadorzy z tego samego tag teamu zamieniają się miejscami, jeśli jeden z nich wypadnie z ringu – dotknięcie członka drużyny nie jest wymagane.
W większości organizacji wrestlerskich, decyzja sędziego jest jedyną, jaka ma znaczenie, nawet jeśli jest efektem pomyłki. Jeśli sędzia nie zauważy niedozwolonego zachowania wrestlera, zawodnik nie jest za nie w jakikolwiek sposób karany.

## Elementy spektaklu
Wrestling w celu zainteresowania widzów posługuje się technikami wykorzystywanymi w teatrze. Kiedy się rozwijał, główną inspirację stanowiły wodewile. Organizatorzy często definiują wrestling jako rozrywkę, a nie dyscyplinę sportową. Celem tego jest uniknięcie regulacji ze strony komisji sportowych. Prezes WWE, Vince McMahon, oświadczył w 1989 roku przed stanowym senatem w New Jersey, że wrestling należy definiować jako działalność, w której uczestnicy zmagają się współpracując ze sobą, przede wszystkim w celu zapewnienia rozrywki widzom, a nie zmierzenia się w uczciwych zawodach atletycznych.

### Kayfabe

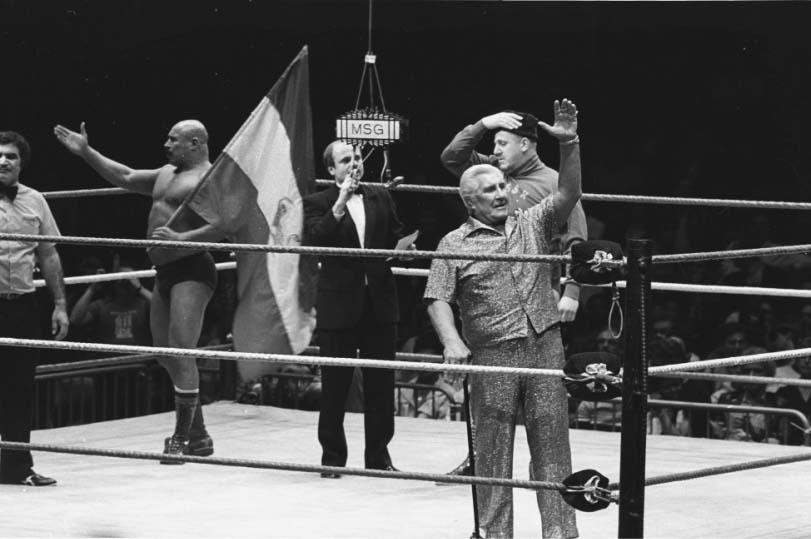
Antyamerykański tag team – Irańczyk The Iron Sheik (z flagą Iranu) i radziecki patriota Nikolai Volkoff (z tyłu) wraz z managerem Classy’m Freddiem Blassie’m (z przodu) podburzający publiczność przeciwko sobie w trakcie zapowiadania przez konferansjera Mean Gene’a Okerlunda (w środku)

Podstawowym elementem wrestlingu jest kayfabe. Termin ten oznacza tworzenie iluzji, że wszystko, co widzi publiczność w trakcie gali, jest prawdziwe – w tym także postacie, fabuła i rywalizacja zawodników w ringu. W przeszłości, aby chronić kayfabe, wrestlerzy często odgrywali swoją postać także w przestrzeni publicznej, poza zorganizowanymi wydarzeniami. Gdy wrestler zachowuje się w inny sposób, niż zachowałaby się odgrywana przez niego postać w danej sytuacji, mówi się, że łamie kayfabe. Łamanie kayfabe w przeszłości uchodziło za szkodliwe dla biznesu i było zwalczane przez promotorów. Z czasem jednak znacznie złagodzono podejście do niego organizacji i wrestlerów. Kiedy zawodnik nie trzyma się odgórnych ustaleń i próbuje naprawdę skrzywdzić swojego przeciwnika, używa prawdziwego imienia innego zawodnika zamiast pseudonimu ringowego lub ujawnia kulisy organizacyjne, to takie zachowanie nazywa się shootem.

### Choreografia
Istotna w wrestlingu jest też choreografia. Wynik walki jest z góry ustalony, a jej przebieg częściowo zaplanowany, jednak wrestlerzy w znacznej mierze improwizują w trakcie pojedynku. Ich występ zwykle poprzedzają tygodnie wspólnych ćwiczeń, dzięki którym mogą wspólnie dopracować różne manewry. Zawodnicy komunikują się ze sobą w ringu tak, aby widownia tego nie zauważyła. Czasem sędzia przekazuje im też na bieżąco polecenia organizatorów, które otrzymuje za pośrednictwem słuchawki dousznej. Ataki wykonywane przez wrestlerów mogą być faktycznie bolesne, ale w niektórych przypadkach zawodnicy muszą udawać ból, co w terminologii wrestlerskiej jest określane jako sell. Zawodnicy mogą też zakładać przeciwnikowi chwyt zwany rest hold, który wygląda na wymagający, ale praktycznie pozwala obu wrestlerom odpocząć. W walkach emitowanych w telewizji rest hold zwykle ma miejsce w czasie przerwy na reklamy. Czasem zawodnicy krwawią. Może się to zdarzyć w wyniku przypadku, użycia sztucznej krwi przemyconej w kapsułkach lub kontrolowanego zranienia małym, srebrnym lub metalowym, ukrytym w ringu lub rękawiczce przeciwnika ostrzem. Kontrolowane zranienie nazywa się blading. Popełnienie błędu przez wrestlera prowadzące do wypadku lub niewłaściwie wyglądającej akcji nazywa się botch.

### Fabuła i postacie
Wrestlerzy mają unikatowe gimmicki, czyli osobowości, historie i motywy do walki. Ich charakter uwidacznia się między innymi w trakcie charakterystycznych ceremonialnych wejść, w trakcie pojedynków i za pośrednictwem muzyki towarzyszącej wejściom oraz celebracjom zwycięstwa po walce. Wrestlerzy dzielą się na face’ów (zwanych też babyface’ami) i heelów. Zadaniem face’ów jest zachowywanie się w taki sposób, aby publiczność ich wspierała i kibicowała. Heelowie natomiast często łamią zasady i zachowują się w sposób nieakceptowalny w celu wzbudzenia niechęci widowni. Negatywna reakcja tłumu, o jaką zabiegają heelowie, nazywa się heat (pol. żar). Podział ten ma sprawić, aby zwycięstwa i przegrane poszczególnych zawodników były bardziej satysfakcjonujące dla widzów. Przemiana charakteru zawodnika, zwykle uzasadniona fabularnie, nazywana jest turnem. Wrestlerów, którzy nie pełnią roli ani face’a, ani heela, określa się mianem tweenerów. Niektórzy zawodnicy są kreowani na głównych bohaterów gal – nazywają się oni main eventerami i często są mistrzami lub głównymi pretendentami do tytułu. W niektórych walkach uczestniczą także jobberowie, których występy są jedynie epizodami, a ich zadaniem jest przegrywanie walk ze stale występującymi wrestlerami. Czasem są przedstawiani jako lokalni wrestlerzy.
Poza osobami biorącymi udział w walkach, w wrestlingu udział biorą także sędziowie, komentatorzy sportowi i reporterzy. Dużą rolę w fabule mogą odgrywać także managerowie, czyli osoby towarzyszące wrestlerom lub będące w fabule członkami zarządu organizacji. W zależności od tego czy są face’ami czy heelami, mogą oni pomagać zawodnikom w czasie walk dopingując ich, doradzając im, odwracając uwagę sędziego lub rzucając na ring przedmioty do użycia jako broń. Poza walkami mogą promować swoich klientów i ulubieńców oraz organizować dla nich okazje. W spektaklu pomagają także osoby określane mianem plant. Są oni podstawieni na widowni. Ich zadaniem jest doprowadzenie do odpowiedniej reakcji na publiczności lub odegranie zaplanowanej wcześniej interakcji z wrestlerem.
Galom wrestlerskim i walkom zazwyczaj towarzyszy fabuła. Głównym celem większości wrestlerów jest zdobycie i bronienie tytułu mistrzowskiego. Gdy promotorzy decydują się promowanie konkretnego zawodnika, zawodnik ten otrzymuje push (pol. pchnięcie), z którym wiąże się jego własny wątek fabularny (storyline). Najczęściej wątki dotyczą rywalizacji – zwanych feudami – między face’em i heelem.
Między walkami mają miejsce segmenty promocyjne, zwane promo, w czasie których wrestlerzy i managerowie wygłaszają przemowy, wchodzą w interakcje z innymi wrestlerami i managerami, lub udzielają wywiadów reporterom organizacji.

## Ruchy w wrestlingu

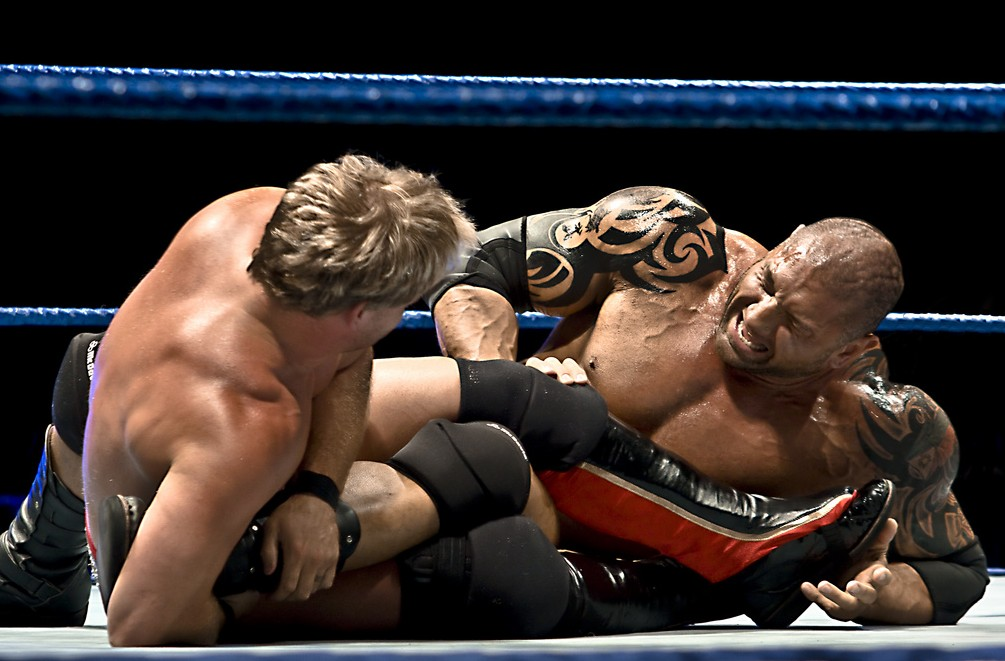
Chris Jericho zakładający chwyt figure four leglock Bautiście

W wrestlingu zawodnicy aby osłabić przeciwnika mogą go między innymi bić pięściami, kopać, wykręcać kończyny, rzucać nim i atakować z powietrza (na przykład skacząc ze słupka ringu). W rzeczywistości stosują różne metody łagodzenia bólu, na przykład uderzanie otwartą pięścią, czy rozkładanie uderzenia na jak największy obszar. Oprócz tego wykonują też manewry, które pojawiają się w różnych walkach na tyle często, że doczekały się własnych nazw.
Niektóre ruchy są charakterystyczne dla konkretnych wrestlerów. Zwykle są to oryginalne wariancje istniejących manewrów. Takie ruchy nazywane są signature move. Jeśli akcja ma z założenia być wykańczająca, bezpośrednio poprzedzająca skuteczne przypięcie lub poddanie się przeciwnika, to taki ruch nazywa się finisher.

## Odmiany wrestlingu

### Amerykański wrestling

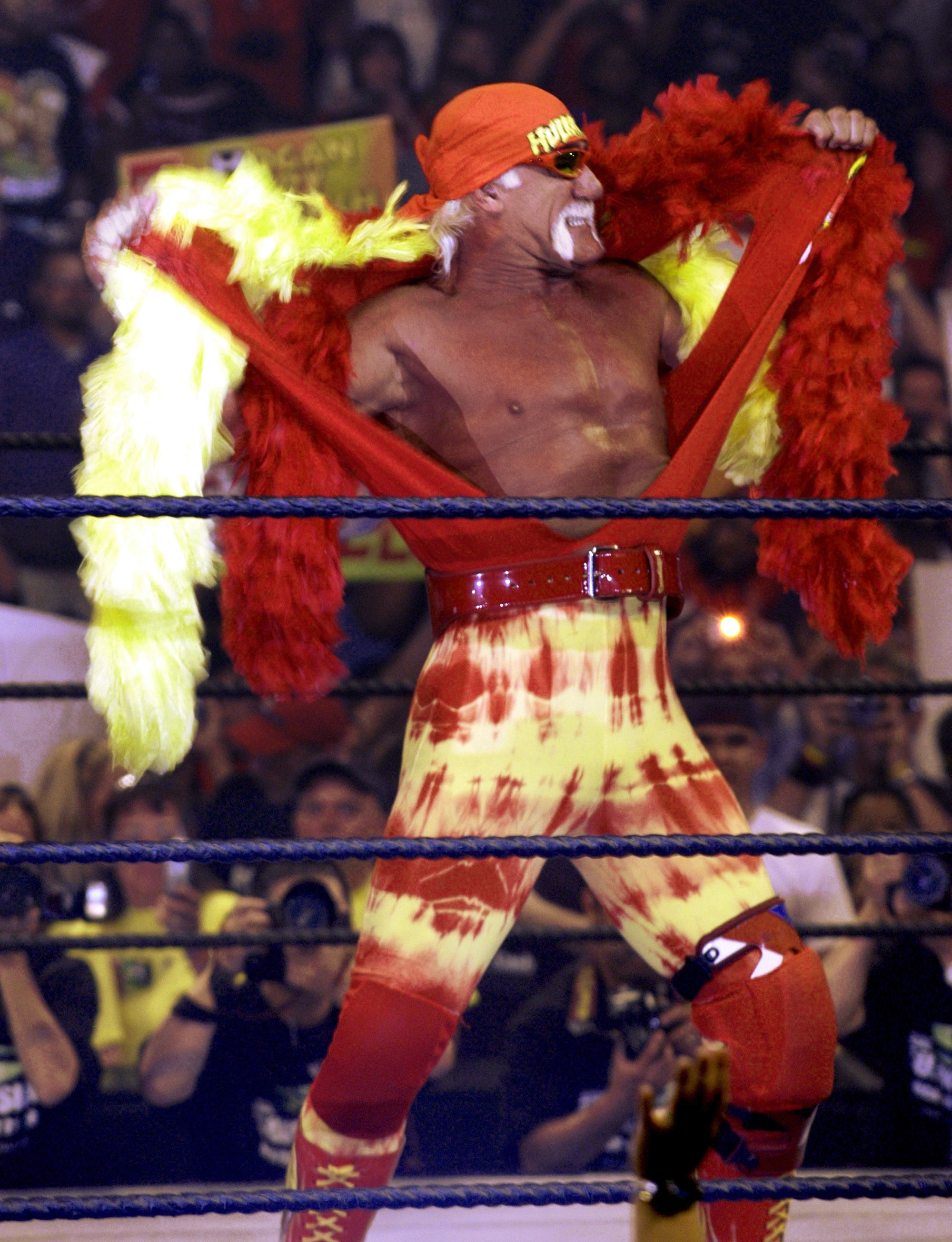
Hulk Hogan, jeden z najsłynniejszych amerykańskich wrestlerów w historii

Zwany też tradycyjnym wrestlingiem, ponieważ Stany Zjednoczone są powszechnie uważane za państwo, w którym powstała ta rozrywka sportowa. W amerykańskim wrestlingu duże znaczenie ma fabuła i odgrywanie postaci (gimmicki). Style walki, jakimi posługują się wrestlerzy są różnorodne – wyróżniani się głównie powerhouse (zawodnik opierający swój styl walki o siłę), brawler (zawodnik atakujący głównie ciosami), technician (grappler) i high-flyer (zawodnik opierający swój styl walki o ataki z powietrza). Tradycyjnie wyliczenie następuje zwykle po odliczeniu przez sędziego do 10.

### Backyard wrestling
Praktykowanie wrestlingu i urządzanie pokazów przez amatorów przy niskim budżecie. Nazwa backyard wrestling pochodzi od podwórek (ang. backyard), które są najczęściej utożsamiane z miejscami, w których organizuje się takie pokazy. Udział w nich wielokrotnie brały w przeszłości osoby niepełnoletnie. Grupy backyard wrestlingu nie są rejestrowanymi organizacjami lub firmami, więc organizowane przez nie wydarzenia nie wszędzie są legalne. Ring jest nieobowiązkowym elementem. W czasie walk często używa się broni oraz wykorzystuje elementy otoczenia (takie jak płot, czy skrzynka na listy w przypadku podwórek). Większość profesjonalnych organizacji wrestlingowych podchodzi krytycznie do backyard wrestlingu i w czasie swoich programów przestrzega przed naśladowaniem zachowań zawodowych wrestlerów.

### Hardcore wrestling
Odmiana wrestlingu charakteryzująca się wyjątkową brutalnością. W czasie tych walk zwykle dochodzi do rozlewu krwi. Warunki przebiegu i zwycięstwa walk mogą być różne. Najczęściej wrestlerzy nie mogą zostać zdyskwalifikowani i mają do dyspozycji różnego rodzaju broń, takie jak metalowe kosze na śmieci, drabiny, kije do kendo i gaśnice. Przykładami rodzajów walk hardcore wrestlingu są Barbed Wire match, w którym liny ringu są zastępowane przez drut kolczasty, First Blood match, w którym aby zwyciężyć, zawodnik, musi jako pierwszy wywołać krwotok zewnętrzny u swojego przeciwnika, i Inferno match, w czasie którego ring otoczony jest ogniem.

### Puroresu

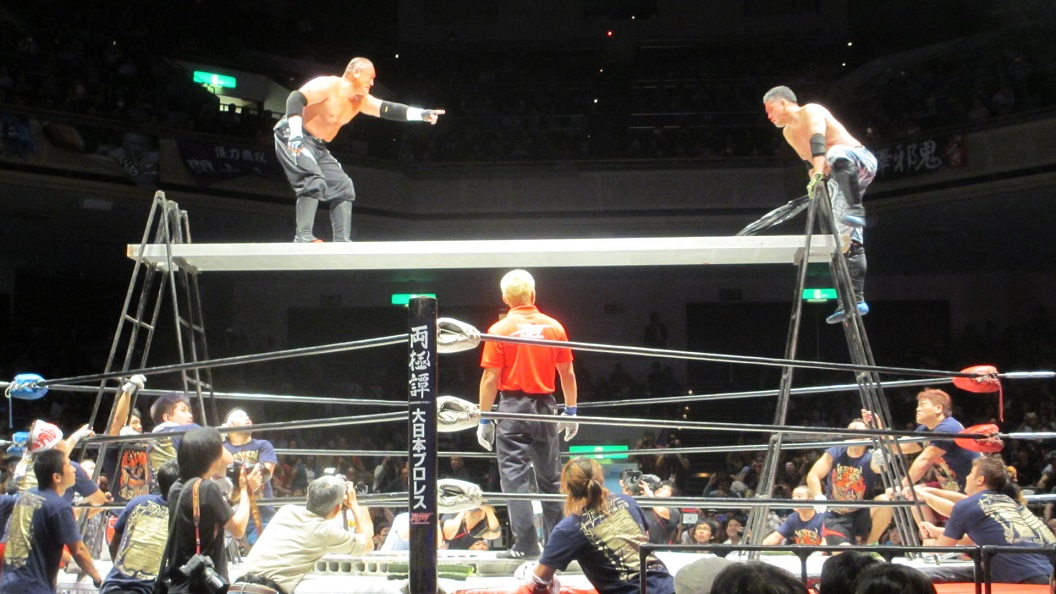
Walka puroresu typu Death Match

Jest odmianą wrestlingu, która rozwinęła się w Japonii. Większe znaczenie ma w nim atletyka, niż fabularne elementy spektaklu. Charakterystyczny dla puroresu styl walki nazywany jest stylem silnym. Tradycyjne ruchy wrestlerskie łączone są ze sztukami walki. Duży nacisk kładzie się na stosowanie chwytów, a ciosy prawie zawsze są autentyczne. Zawodnicy uderzając przeciwnika często używają łokci, kolan, kopnięć i otwartych dłoni. Manewry typu dive są używane tylko w szczególnie ekstremalnych przypadkach. Wyliczenie zwykle następuje po odliczeniu przez sędziego do dwudziestu.
Młodzi wrestlerzy zaczynają jako juniorzy, a ich styl walki jest w znacznym stopniu akrobatyczny. Starsi i bardziej doświadczeni to zawodnicy klasy ciężkiej. Ich styl opiera się na silnych chwytach i ciosach. Zwyczajowo organizuje się osobne gale dla mężczyzn i dla kobiet. Także organizacje wrestlerskie są skoncentrowane na jednej płci. Wrestling kobiet jest w Japonii określany mianem joshi.
Zgodnie z tradycją, gimmicki są rzadkością. Zawodnicy starają się prezentować dostojnie i wyróżniać się przede wszystkim swoimi stylami walki, a nie odgrywaniem charakterystycznej postaci. Istnieją jednak także organizacje preferujące nietradycyjne podejście. Fabuła i gimmicki obecne w nietradycyjnym puroresu zwykle charakteryzuje się komizmem i abstrakcyjnością.
Ekstremalna odmiana puroresu (hardcore wrestling) wyróżnia się szczególną brutalnością. W walkach tego typu jako broń często stosowane są tuby świetlne, ostre przedmioty i zapalone pochodnie. Ring nie musi być otoczony linami, czasem zamiast nich używa się drutu kolczastego, który może być też podłączony do materiałów wybuchowych. W przeszłości w ekstremalnych walkach puroresu wykorzystywane były także żywe zwierzęta, takie jak piranie, czy aligator.
Zgodnie z tradycją, widownia w trakcie walk stara się zachować ciszę, co jest wyrazem szacunku dla zawodników. Momenty, które szczególnie zachwycą publiczność nagradzane są oklaskami. Buczenie i skandowanie haseł jest rzadkością.
Po 2000 roku pod wpływem wzrostu popularności amerykańskiego wrestlingu w Japonii, obyczajowość zaczęła się zmieniać i coraz częściej w różnym stopniu odchodzi się od tradycji.

## Wrestling na świecie

### Japonia

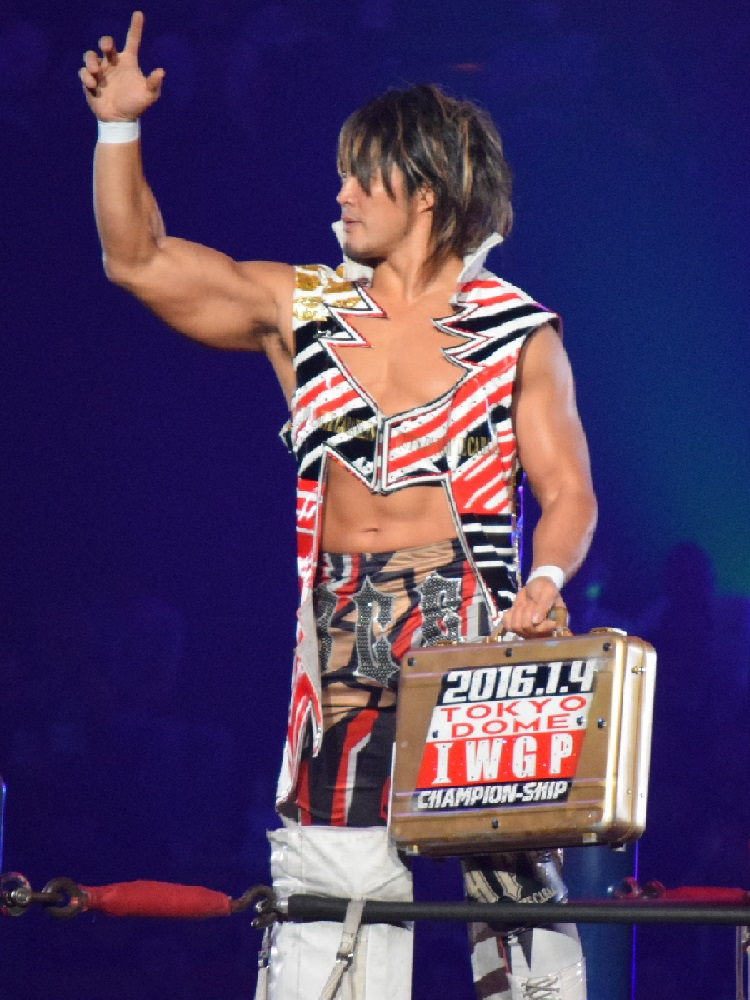
Hiroshi Tanahashi ze zdobytą na G1 Climax w 2015 roku walizką zawierającą kontrakt na walkę o pas IWGP Heavyweight Championship

W Japonii dominuje styl nazywany puroresu. Pierwszą organizacją wrestlerską w tym kraju była Japan Pro Wrestling Alliance (JWA) założona w 1951 roku przez Rikidōzana. Po jej upadku w 1972 roku, Antonio Inoki założył federację New Japan Pro-Wrestling (NJPW), a Giant Baba All Japan Pro Wrestling (AJW). Większość byłych członków JWA zasiliła szeregi obu tych federacji. W 1999 roku po śmierci Baby Mitsuharu Misawa odszedł z AJW i utworzył organizację Pro Wrestling Noah, w której zatrudnił większość personelu AJW. All Japan Pro Wrestling, New Japan Pro-Wrestling i Pro Wrestling Noah nazywane są Starą Gwardią ze względu na swoje dziedzictwo związane z JWA. Inne znaczące organizacje wrestlingu w Japonii to: Big Japan Pro Wrestling, DDT Pro Wrestling, Diamond Ring, Dragon Gate, Fūten Promotion, Inoki Genome Federation, IWA Japan, K-Dojo, Pro Wrestling Freedoms, Real Japan Pro Wrestling, Tenryū Project i Tokyo Gurentai. W przeszłości istniało w sumie ponad sto japońskich organizacji wrestlerskich. New Japan Pro-Wrestling od początku swojego istnienia jest największą federacją w Japonii i organizuje gale także poza granicami Japonii.
New Japan Pro-Wrestling organizuje najbardziej prestiżowy turniej wrestlingu w Japonii i jeden z najbardziej prestiżowych na świecie, G1 Climax. Wyróżnia się on tym, że każdy uczestnik walczy z każdym spośród pozostałych uczestników turnieju. Często biorą w nim udział także znani zawodnicy z zagranicy. Okazjonalnie New Japan Pro-Wrestling organizuje też turniej Young Lion Cup, w którym udział biorą początkujący wrestlerzy, a zwycięzca otrzymuje w nagrodę szansę na wyjazd za granicę w celu doskonalenia swoich umiejętności. All Japan Pro Wrestling natomiast, organizuje turniej Champion's Carnival oraz turniej tag teamów, World’s Strongest Tag Determination League.
W amerykańskich federacjach wrestlingu występowanie w Japonii uchodzi za prestiżowe. W japońskich federacjach występowali liczni późniejsi mistrzowie WWE, WCW i Impact Wrestling, tacy jak: Austin Aries, André the Giant, Chris Benoit, Daniel Bryan, Ric Flair, Mick Foley, Eddie Guerrero, Hulk Hogan, Brock Lesnar, CM Punk, A.J. Styles, Rob Van Dam i Big Van Vader. Również amerykańskie organizacje chętnie zatrudniają wrestlerów, którzy osiągnęli wcześniej sukces w Japonii. Wśród nich byli między innymi Asuka, Shoichi Funaki, Hideo Itami, Yujiro Kushida, Taka Michinoku, Shinsuke Nakamura, Kazuchika Okada, Kenzo Suzuki i Yoshi Tatsu. Antonio Inoki, choć nigdy nie został zatrudniony przez WWWF, był posiadaczem mistrzostwa WWWF Heavyweight Championship w 1979. Jego panowanie nie jest jednak obecnie uznawane przez organizację. Dwóch japońskich zawodników, którzy byli zatrudniani wyłącznie przez japońskie organizacje, należy do WWE Hall of Fame. Są to Antonio Inoki oraz Tatsumi Fujinami.

### Kanada
W Windsor, w prowincji Ontario, znajduje się szkoła wrestlingu Can-Am Wrestling School prowadzona przez Scotta D’Amore. Szkolili się w niej między innymi Rhino, Motor City Machineguns i Petey Williams.
Znaczącymi organizacjami w kanadyjskim wrestlingu są Border City Wrestling, Elite Canadian Championship Wrestling i Maximum Pro Wrestling. Obecnie nieistniejącymi znaczącymi organizacjami były Grand Prix Wrestling, NWA All-Star Wrestling, Northern Championship Wrestling i Stampede Wrestling. W przeszłości istniało ponad 170 kanadyjskich organizacji wrestlerskich.
Wielu znanych wrestlerów pochodzi z Kanady, w tym: Abdullah the Butcher, Cherry Bomb, Aliyah, Chris Benoit, Dino Bravo, Tyler Breeze, Traci Brooks, Christian, Tye Dillinger, John „Earthquake” Tenta, Edge, Bret Hart, Owen Hart, Stu Hart, Rocky Johnson, Tyson Kidd, Gail Kim, Ivan Koloff, Angelina Love, Jinder Mahal, Santino Marella, Test, Nicole Matthews, Rosa Mendes, Natalya Neidhart, Kenny Omega, Maryse Ouellet, Kevin „Owens” Steen, Pat Patterson, Roddy Piper, Lanny Poffo, Jacques Rougeau, Bobby Roode, Rhonda Sing, Davey Boy Smith Jr., Sarah Stock, Lance Storm, Trish Stratus, Taya Valkyrie, Vampiro, Laurel Van Ness, Val Venis, Viktor, Eric Young i Sami Zayn

### Meksyk
Wrestling w Meksyku ma swoją własną unikatową tradycję. Stylem dominującym w tym państwie jest lucha libre. W przeszłości istniało ponad 66 meksykańskich organizacji wrestlerskich. Najstarszą z nich jest do dziś istniejąca Consejo Mundial de Lucha Libre (CMLL), założona w 1933 pod nazwą Empresa Mexicana de Lucha Libre. Należąca do CMLL arena Modelo, która później została przemianowana na arenę México nazywana jest Mekką wrestlingu w Meksyku. Inną znaczącą i aktywną organizacją lucha libre w Meksyku jest Asistencia Asesoría y Administración.
Consejo Mundial de Lucha Libre organizuje najbardziej prestiżowe turnieje wrestlingu w Meksyku. Co roku odbywa się La Leyenda De Plata ku pamięci legendarnego wrestlera El Santo i The CMLL Universal Championship Tournament, w którym główną nagrodą jest pas mistrzowski, który zwycięzca posiada do końca swojego życia.

### Polska
Obecnie istnieje pięć polskich organizacji wrestlingu: Maniac Zone Wrestling (MZW), Kombat Pro Wrestling (KPW), PpW Ewenement Wrestling (PpW), Prime Time Wrestling (PTW) i Legacy of Wrestling (Legacy).

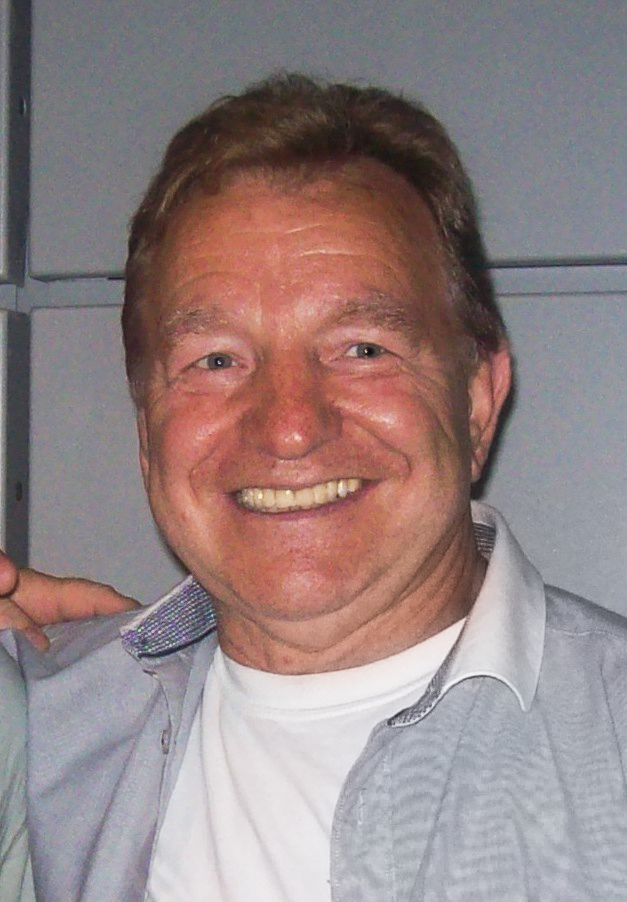
Andrzej Supron – jeden z głównych popularyzatorów wrestlingu w Polsce

Jednym z głównych popularyzatorów wrestlingu w Polsce jest wielokrotny medalista mistrzostw świata i Europy w zapasach oraz wicemistrz olimpijski z 1980 roku, Andrzej Supron. W latach 80. XX wieku organizował pokazy wrestlingu w Polsce i w różnych republikach ZSRR. W 1993 namówił wrestlerów z zagranicy do zorganizowania pierwszej w Polsce gali wrestlingu zawodowego i osobiście ją poprowadził. W 2009 roku wspomógł powstanie w Gdańsku pierwszej polskiej szkoły i federacji wrestlingu, Do Or Die Wrestling (DDW). W 2009 razem z Pawłem Borkowskim założył własną organizację wrestlingu o nazwie Total Blast Wrestling (TBW). DDW koncentrowało się na szkoleniu polskich zawodników, a TBW na sprowadzaniu ich z zagranicy. DDW zaprzestało działalności w 2015 roku, a TBW w 2011.
Słynnymi wrestlerami polskiego pochodzenia są:
- Babatunde Aiyegbusi – urodzony w Oleśnicy, obecnie szkolący się w centrum szkoleniowym WWE[95].
- Édouard Carpentier (Édouard Weiczorkiewicz) – mający polskie pochodzenie[96] członek Stampede Wrestling Hall of Fame[97].
- Abe Coleman (Abba Kelmer[98]) – urodzony w Żychlinie[99], uważany za najstarszego wrestlera w historii[100][101].
- Stanisław „Zbyszko” Cyganiewicz – urodzony w Jodłowej, wielokrotny mistrz świata, udało mu się pokonać Eda Lewisa[102].
- Władysław „Zbyszko” Cyganiewicz – urodzony w Krakowie[101] były posiadacz bostońskiej wersji pasa AWA World Heavyweight Championship[103].
- Mighty Igor (Richard Garza) – mający polskie pochodzenie posiadacz różnych tytułów w NWA, AWA i WCC[104][105][101].
- Killer Kowalski (Edward Walter Spulnik) – syn polskich imigrantów, członek WWE Hall of Fame[106][107][108].
- Beth Phoenix (Elizabeth Kociański) – wnuczka polskich imigrantów[109].
- Ivan Putski (Józef Bednarski) – urodzony w Krakowie, członek WWE Hall of Fame[110][111].
- André the Giant (André René Roussimoff) – mający matkę polskiego pochodzenia inauguracyjny członek WWE Hall of Fame, przez ponad 14 lat uchodzący za niepokonanego[112][113].

### Stany Zjednoczone

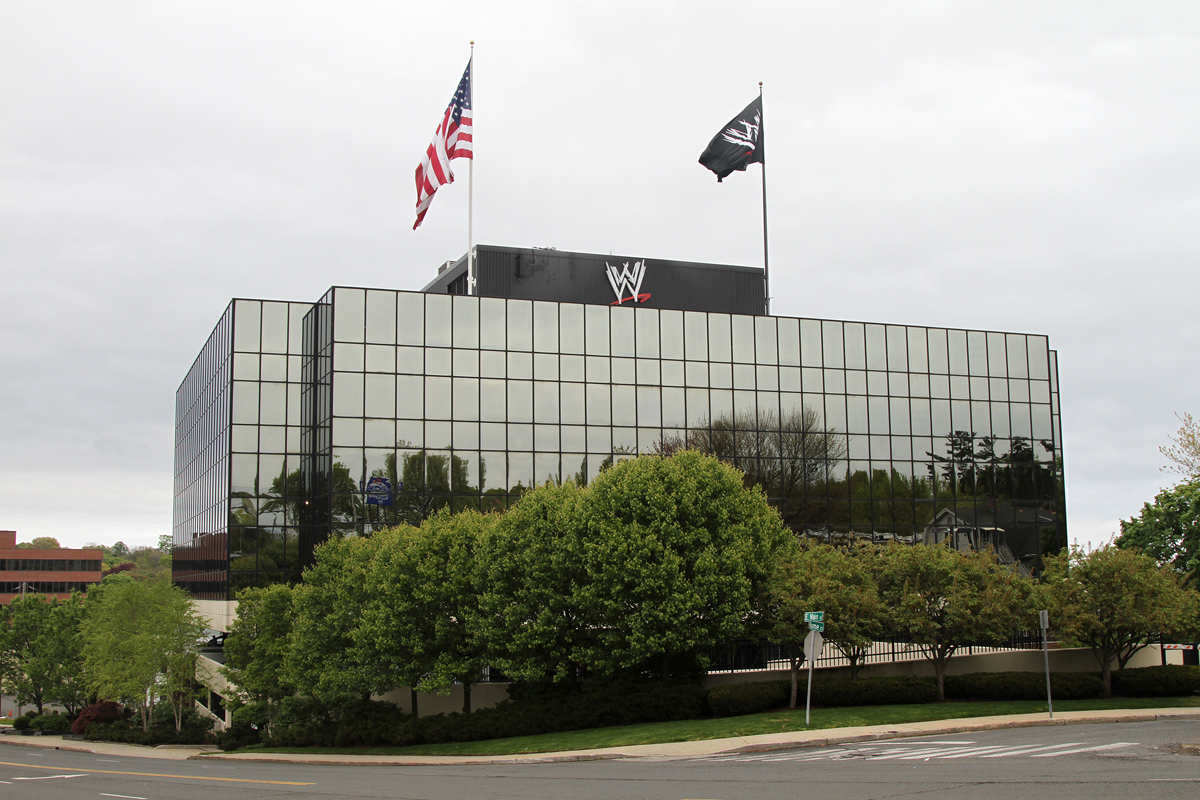
Siedziba WWE w Stamford, w stanie Connecticut

W Ocala, w stanie Floryda znajduje się szkoła wrestlingu Funking Conservatory Wrestling School, prowadzona przez mistrza NWA World Heavyweight Championship, Dory Funka Jr. Innymi znaczącymi szkołami wrestlingu w Stanach Zjednoczonych są Harley Race's Wrestling Academy w Eldon, w Missouri, Johnny Rodz School of Wrestling w Brooklynie, w Nowym Jorku, Killer Kowalski’s Pro Wrestling School w North Andover, w Massachusetts, Ring of Honor Wrestling School w Bristolu, w Pensylwanii, The Monster Factory w Bellmawr, w New Jersey i The Wild Samoan Training Center w Minneola, w stanie Floryda.
W przeszłości istniało ponad tysiąc amerykańskich organizacji wrestlerskich. W II połowie XX wieku największą amerykańską organizacją związaną z wrestlingiem była liga National Wrestling Alliance (NWA), jednak stopniowo zaczęła tracić na znaczeniu w latach 80. XX wieku, kiedy przejęta przez Vince’a McMahona World Wrestling Federation (WWF) rozpoczęła ekspansję. W 1988 roku Ted Turner kupił organizację Jim Crockett Promotions i przemianował ją na World Championship Wrestling (WCW). W 1992 Tod Gordon założył własną organizację, Eastern Championship Wrestling (ECW), która została później przemianowana na Extreme Championship Wrestling. Po udanej ekspancji, w 1995 WCW rozpoczęło produkcję autorskiego programu telewizyjnego, który był emitowany w poniedziałki, w tych samych godzinach, co program WWF. Był to początek trwającej 6 lat rywalizacji, znanej jako Monday Night War, między obiema organizacjami. W 2001 roku WCW i ECW zostały wykupione przez WWF, które od tego momentu jest bezkonkurencyjnym monopolistą. W 2002 roku World Wrestling Federation zmieniło nazwę na World Wrestling Entertainment. Istnieje też wiele tak zwanych organizacji niezależnych, wśród których wyróżniają się między innymi Chikara, Dragon Gate USA, EVOLVE, Impact Wrestling, Lucha Underground, Pro Wrestling Guerrilla, Ring of Honor i Shimmer Women Athletes. Istnieją też dwie znaczące amerykańskie podległe organizacje, których celem nadrzędnym jest szkolenie początkujących zawodników. Są to NXT należące do WWE oraz Ohio Valley Wrestling należące dawniej do WWE, a obecnie do Impact Wrestling.

## Śmiertelność wśród zawodników

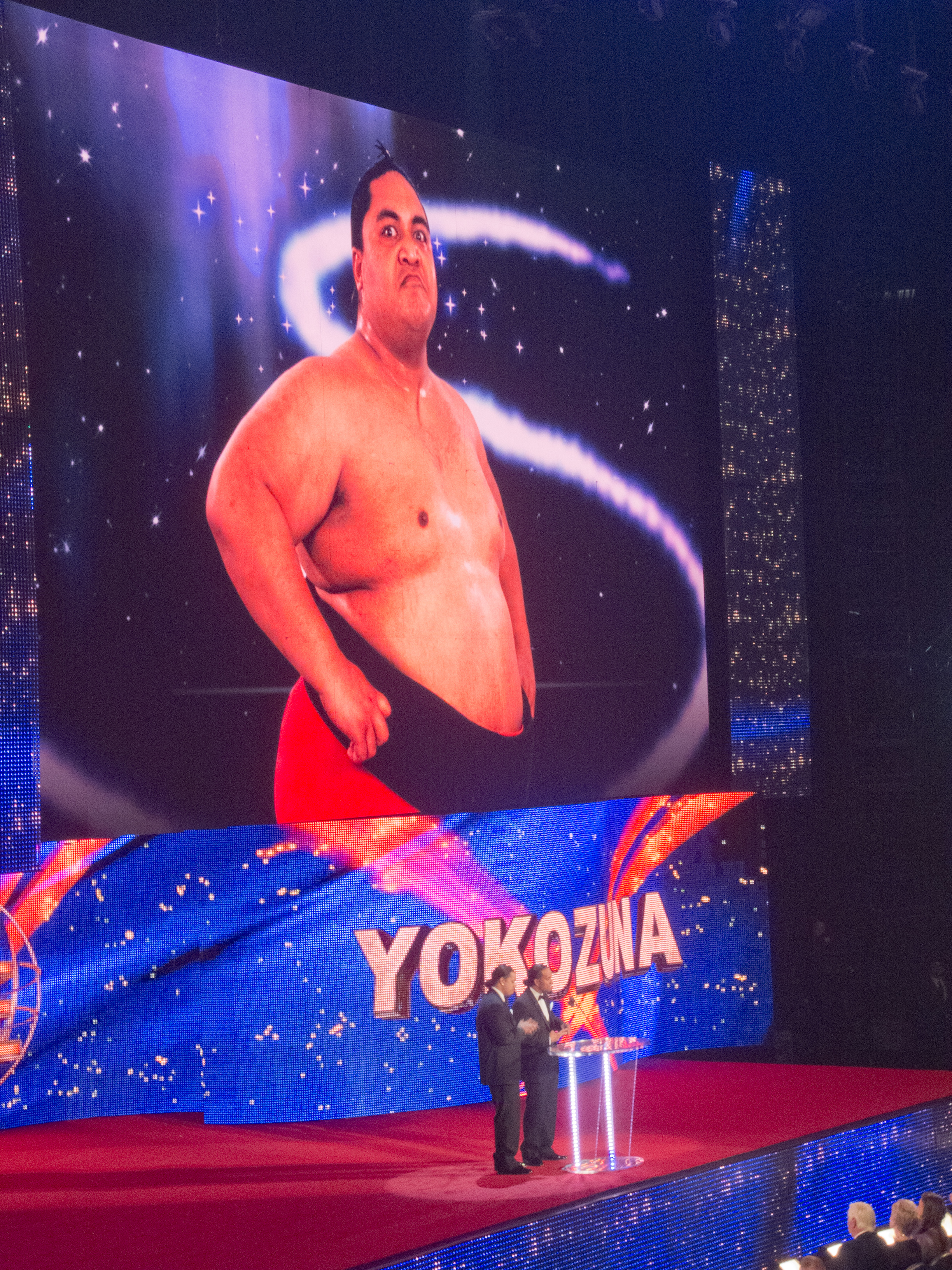
Ceremonia pośmiertnego wprowadzenia do WWE Hall of Fame zmarłego w wieku 34 lat wrestlera Yokozuny

Powszechnie uważa się, że wrestlerzy umierają częściej i bardziej przedwcześnie zarówno w porównaniu do całej ludności Stanów Zjednoczonych, jak i osób uprawiających inne dyscypliny sportu. Serwis sportowy sport.pl, napisał w 2008 roku W ciągu ostatnich 25 lat niemal siedemdziesięciu zawodowych zapaśników zakończyło życie, nie ukończywszy 50. roku życia. Jako przyczyny zostały wymienione atak serca, nadużycie narkotyków lub leków i samobójstwa. W artykule stwierdzono też, że zażywanie sterydów i leków przeciwbólowych mogły przyczynić się do śmierci zawodników. W 2015 roku BBC World Service podało informację, że w sumie zmarło 20% wrestlerów, którzy w 2010 roku byliby między 50 a 55 rokiem życia. W przypadku futbolistów amerykańskich ten odsetek wynosił natomiast 4%. BBC powołało się na obliczenia Benjamina Morrisa sporządzone na potrzeby bloga statystycznego FiveThirtyEight. Eric Cohen, dziennikarz z Nowego Jorku zajmujący się wrestlingiem, jako przyczynę takiego stanu rzeczy podał zażywanie sterydów i narkotyków oraz przemęczenie wynikające z braku przerwy sezonowej. W 2016 roku Fox News powołując się na własny zespół medyczny podało do informacji, że organizacja WWE tworzy stresujące warunki pracy, które sprawiają, że wrestlerzy częściej uzależniają się od narkotyków i zażywają sterydy.
W 2014 roku Eastern Michigan University opublikował badania dotyczące umieralności wrestlerów. Przebadano grupę 557 byłych wrestlerów. 62 z nich zmarło między 1985 a 2011 rokiem. 49 umarło przed 50 rokiem życia, 24 przed 40, a dwóch przed 30. Umieralność wrestlerów między 45 a 54 rokiem życia wyniosła o 2,9 więcej, niż wśród całej męskiej populacji Stanów Zjednoczonych. Najczęstszą przyczyną śmierci były choroby układu krążenia.

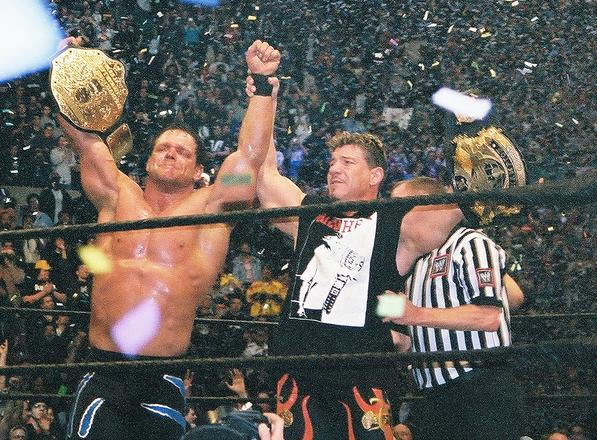
Zmarły w 2007 Chris Benoit (z lewej) i zmarły w 2005 Eddie Guerrero (z prawej) - wrestlerzy, których śmierć odbiła się szerokim echem w mediach i przyczyniła się do zmian w funkcjonowaniu WWE

Jeden z najbardziej znanych śmiertelnych wypadków w wrestlingu miał miejsce w 1999 roku, na gali WWF, Over the Edge. Owen Hart miał walczyć z mistrzem The Godfatherem o pas WWF Intercontinental Championship. Odgrywał w tym czasie komiczną postać superbohatera, The Blue Blazera. Przed walką miał wejść na arenę spuszczając się po linie z sufitu. Mechanizm zatrzaskowy otworzył się, gdy wrestler był na wysokości ponad 20 metrów. Owen spadł, zetknął się klatką piersiową z linami ringu, a następnie uderzył głową w narożnik, po czym z dużą siłą runął plecami na podłogę. Zmarł w drodze do szpitala. Wydarzenie to wywołało wiele kontrowersji i krytyki, między innymi ze strony rodziny zmarłego. WWF było oskarżane o zaniedbanie. Krytykowana była też decyzja o nieprzerwaniu gali po śmierci Owena Harta. Brat zmarłego, Bret Hart, oraz kuzyn Roddy Piper, obarczali odpowiedzialnością o zabójstwo głównego scenarzystę organizacji w tym okresie, Vince’owi Russo. Wdowa po tragicznie zmarłym, Martha Hart, złożyła pozew sądowy przeciwko WWF, który zakończył się ugodą i wypłaceniem przez firmę 18 milionów dolarów.
Śmierć popularnego wrestlera, Eddiego Guerrero, na chorobę serca przyciągnęła szczególną uwagę mediów w 2005 roku. Pojawiły się podejrzenia, że do jego śmierci mogło się przyczynić zażywanie sterydów. W związku z tym WWE rozpoczęło program losowych kontroli antydopingowych.
25 czerwca 2007 popularny wrestler Chris Benoit zamordował swoją żonę, Nancy Benoit, i syna, Daniela Benoit, a potem popełnił samobójstwo. Istnieją podejrzenia, że Benoit dopuścił się morderstwa pod wpływem narkotyków, sterydów lub częstych urazów głowy. Sekcja zwłok wykazała, że Benoit miał uszkodzony mózg. WWE odcięło się od zmarłego wrestlera i od tego czasu stara się o nim nie wspominać w swoich materiałach. Głośna tragedia przyczyniła się jednak do wielu zmian w organizacji. Z czasem budowa ciał zawodników zatrudnianych przez WWE stała się bardziej stonowana. Personel zaczęto poddawać regularnym testom medycznym. Ograniczono sytuacje, w których wrestlerzy mogli doznać urazu głowy, w tym częste i charakterystyczne dla WWE ciosy składanym krzesłem. Starano się też, aby w czasie walk nie dochodziło do krwawienia. Od lipca 2008 programy WWE posiadają kategorię PG, czyli zalecany nadzór rodzicielski.
| Pseudonim ringowy (prawdziwe imię i nazwisko) | Wiek | Organizacja                          | Data śmierci              | Miejsce śmierci                                 | Przyczyna lub okoliczności śmierci                                                           | Przypis                         |
| --------------------------------------------- | ---- | ------------------------------------ | ------------------------- | ----------------------------------------------- | -------------------------------------------------------------------------------------------- | ------------------------------- |
| Janet Wolfe                                   | 18   | National Wrestling Alliance          | 28 lipca 1951(dts)        | Stany Zjednoczone, Ohio, East Liverpool         | Krwotok śródmózgowy                                                                          | [ 125 ] [ 131 ] [ 132 ] [ 133 ] |
| Iron Mike DiBiase (Michael DiBiase)           | 45   | American Wrestling Association       | 2 lipca 1969(dts)         | Stany Zjednoczone, Teksas, Lubbock              | Zawał mięśnia sercowego                                                                      | [ 125 ] [ 133 ] [ 134 ]         |
| Luther Lindsay (Luther Goodall)               | 47   | National Wrestling Alliance          | 21 lutego 1972(dts)       | Stany Zjednoczone, Karolina Północna, Charlotte | Nagłe zatrzymanie krążenia po wykonaniu manewru belly-flop                                   | [ 133 ] [ 135 ]                 |
| Masakazu Fukuda (Masakazu Fukuda)             | 27   | New Japan Pro-Wrestling              | 19 kwietnia 2000(dts)     | Stany Zjednoczone, Karolina Północna, Charlotte | Wypadek w ringu – krwotok śródmózgowy po tym jak Katsuyori Shibata wykonał na nim elbow drop | [ 136 ] [ 137 ] [ 138 ]         |
| Ray Gunkel (Raymond Gunkel)                   | 48   | National Wrestling Alliance          | 1 sierpnia 1972(dts)      | Stany Zjednoczone, Georgia, Savannah            | Krwiak po otrzymaniu ciosu w klatkę piersiową od Oxa Bakera                                  | [ 139 ]                         |
| Malcolm Kirk (Malcolm Kirk)                   | 50   | Joint Promotions                     | 24 sierpnia 1987(dts)     | Wielka Brytania, Anglia, Great Yarmouth         | Zmarł po tym jak Big Daddy zaatakował go ruchem splash                                       | [ 133 ] [ 140 ] [ 141 ]         |
| Kevin Cawley                                  | 46   | All Star Wrestling                   | październik 1992          | Wielka Brytania, Anglia, Londyn                 | Zawał mięśnia sercowego                                                                      | [ 133 ]                         |
| Oro (Jesús Silva)                             | 21   | Consejo Mundial de Lucha Libre       | 26 października 1993(dts) | Meksyk, Meksyk                                  | Tętniak śródczaszkowy po nieudanym przyjęciu ciosu clothesline                               | [ 125 ] [ 142 ]                 |
| Larry Cameron                                 | 41   | Catch Wrestling Association          | 13 grudnia 1993(dts)      | Niemcy, Brema                                   | Zawał mięśnia sercowego                                                                      | [ 133 ] [ 143 ]                 |
| Plum Mariko (Mariko Umeda)                    | 29   | JWP Joshi Puroresu                   | 16 sierpnia 1997(dts)     | Japonia, Hiroszima                              | Uszkodzenie mózgu po tym jak Mayumi Ozaki wykonała na niej manewr powerbomb                  | [ 125 ] [ 133 ] [ 144 ]         |
| Emiko Kado                                    | 23   | Hyper Visual Fighting Arsion         | 9 kwietnia 1999(dts)      | Japonia, Osaka                                  | Krwotok śródmózgowy po otrzymaniu ciosu w głowę                                              | [ 125 ] [ 145 ]                 |
| Owen Hart                                     | 34   | World Wrestling Federation           | 23 maja 1999(dts)         | Kanada, Alberta, Calgary                        | Krwotok wewnętrzny po upadku z dużej wysokości w czasie popisowego wejścia                   | [ 125 ] [ 126 ]                 |
| Gary Albright                                 | 36   | World Xtreme Wrestling               | 7 stycznia 2000(dts)      | Stany Zjednoczone, Pensylwania, Hazleton        | Zawał mięśnia sercowego po otrzymaniu ciosu RKO od Lucifera Grimma                           | [ 133 ] [ 146 ]                 |
| Moondog Spot (Larry Booker)                   | 51   | Memphis Wrestling                    | 29 listopada 2003(dts)    | Stany Zjednoczone, Tennessee, Memphis           | Zawał mięśnia sercowego                                                                      | [ 133 ] [ 147 ]                 |
| Mitsuharu Misawa                              | 46   | Pro Wrestling Noah                   | 13 czerwca 2009(dts)      | Japonia, Hiroszima                              | Nagłe zatrzymanie krążenia po tym jak Akitoshi Saito wykonał na nim suples                   | [ 125 ] [ 148 ] [ 149 ]         |
| Perro Aguayo Jr. (Pedro Ramírez)              | 35   | Asistencia Asesoría y Administración | 21 marca 2015(dts)        | Meksyk, Tijuana                                 | Uraz rdzenia kręgowego po tym jak Rey Mysterio uderzył go ciosem dropkick                    | [ 125 ] [ 150 ]                 |
| Akira (Kinga Leszczyk)                        | 16   | Maniac Zone Wrestling                | 3 czerwca 2015(dts)       | Polska, Nysa                                    | Tętniak                                                                                      | [ 153 ] [ 154 ]                 |
| Eric Denis                                    | 40   | International Championship Wrestling | 10 października 2017      | Stany Zjednoczone, Nowy Jork, Manhattan         | Zawał mięśnia sercowego                                                                      | [ 155 ] [ 156 ]                 |

### Bazy danych o wrestlingu
- (ang.) Cagematch
- (ang.) Internet Wrestling Database
- (ang.) Wrestlingdata

### Portale informacyjne i analityczne poświęcone wrestlingowi
- MyWrestling (pl.)
- Wrestling Attitude (pl.)
- 411MANIA (ang.)
- Cageside Seats (ang.)
- The Online World of Wrestling (ang.)
- PWInsider (ang.)
- PWMania (ang.)
- PWTorch (ang.)
- WhatCulture WWE (ang.)
- WrestleCrap (ang.)